# Vîhnanka, Liuboml
Vîhnanka (în ucraineană Ви́гнанка) este un sat în comuna Poceapî din raionul Liuboml, regiunea Volînia, Ucraina.

## Demografie
Componența lingvistică a localității Vîhnanka
     Ucraineană (99,6%)
     Alte limbi (0,4%)
Conform recensământului din 2001, majoritatea populației localității Vîhnanka era vorbitoare de ucraineană (99,6%), existând în minoritate și vorbitori de alte limbi.